# Gourmandise
Pour les articles homonymes, voir Gourmand.

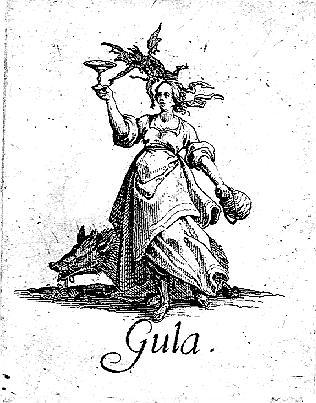
La Gourmandise, gravure de Jacques Callot, datée de 1592.

La gourmandise est un désir d'aliments jugés particulièrement agréables, que certains moralistes et certaines doctrines religieuses peuvent considérer comme un défaut ou une faute. 

Dans les religions abrahamiques, la gourmandise est opposée aux enseignements de modération. Dans la religion chrétienne, la gourmandise, c'est-à-dire au sens moderne de la gloutonnerie, est un des sept péchés capitaux et s'oppose à la tempérance.
Au XIXe siècle, des Français établissent une distinction entre gourmandise et goinfrerie, considérant la première comme une qualité, la seconde comme un défaut.
La gourmandise se distingue de la boulimie en ce qu'elle est associée au plaisir suscité par la consommation des aliments et n'est pas pathologique.

## La gourmandise chez les Anciens
Aristote, dans son analyse des vertus cardinales héritée de Platon, associe la gourmandise à un vice opposé à la tempérance et qu'il reproche particulièrement aux enfants. Selon l'épicurisme, la gourmandise, et en tant qu'elle habitue son sujet à un plaisir non nécessaire, s'oppose à la recherche du bonheur et à l'ataraxie. Varron défend la position d'Épicure en la matière : 

« Il ne ressemblait pas à nos débauchés, pour lesquels la cuisine est la mesure de la vie. »

## Le péché

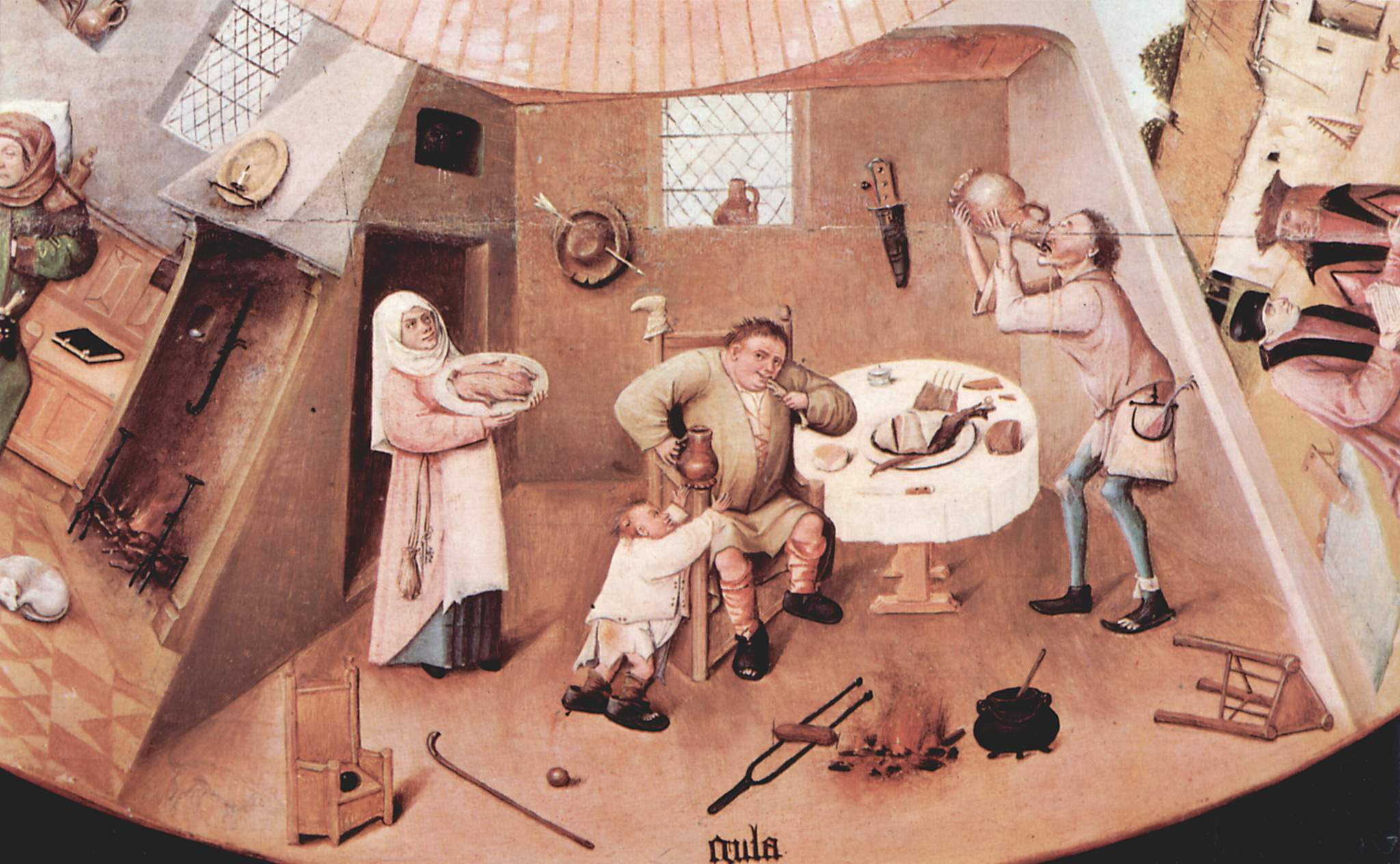
La gourmandise. Détail des « Sept péchés capitaux »
Jérôme Bosch 1475-1480.

La gourmandise (il convient de parler de « gloutonnerie » plutôt que de « gourmandise » : cf. l'étymologie bas-latine glutto « glouton ») est le septième péché capital de la religion catholique, répertorié dès le IVe siècle par un père du désert, le moine Évagre le Pontique.
Au VIe siècle, le pape Grégoire Ier le Grand l'associe à la luxure (le ventre étant proche du bas-ventre) et décrit les cinq manières de commettre le péché de gourmandise:
1. Le moment : manger avant ou après le moment du repas (grignotage) afin de satisfaire l'organe du goût, céder à des désirs gustatifs et éviter le contrôle de soi.
2. La qualité : rechercher des délices et une meilleure qualité de la nourriture pour satisfaire les « ignobles sens du goût ».
3. Les stimulants : rechercher des sauces et assaisonnements pour le plaisir du palais.
4. La quantité : manger plus que nécessaire.
5. Le désir : manger avec trop de désir, bien qu'en absorbant une quantité raisonnable – cette dernière manière étant la pire.
6. Abuser de la passion de boire ou de fumer
Les théologiens médiévaux le font remonter au péché originel (lié à la gourmandise, l'orgueil et la désobéissance).
Au XIIIe siècle, Saint Thomas d'Aquin en fait un péché capital, c'est-à-dire un péché qui engendre d'autres péchés (la notion de vice permettant également d'en rendre compte) et répète la liste des cinq manières de pécher :
1. Praepropere - manger trop tôt
2. Laute - manger trop coûteux
3. Nimis - manger trop
4. Ardenter - manger avec trop d'impatience
5. Studiose - manger avec trop de goût

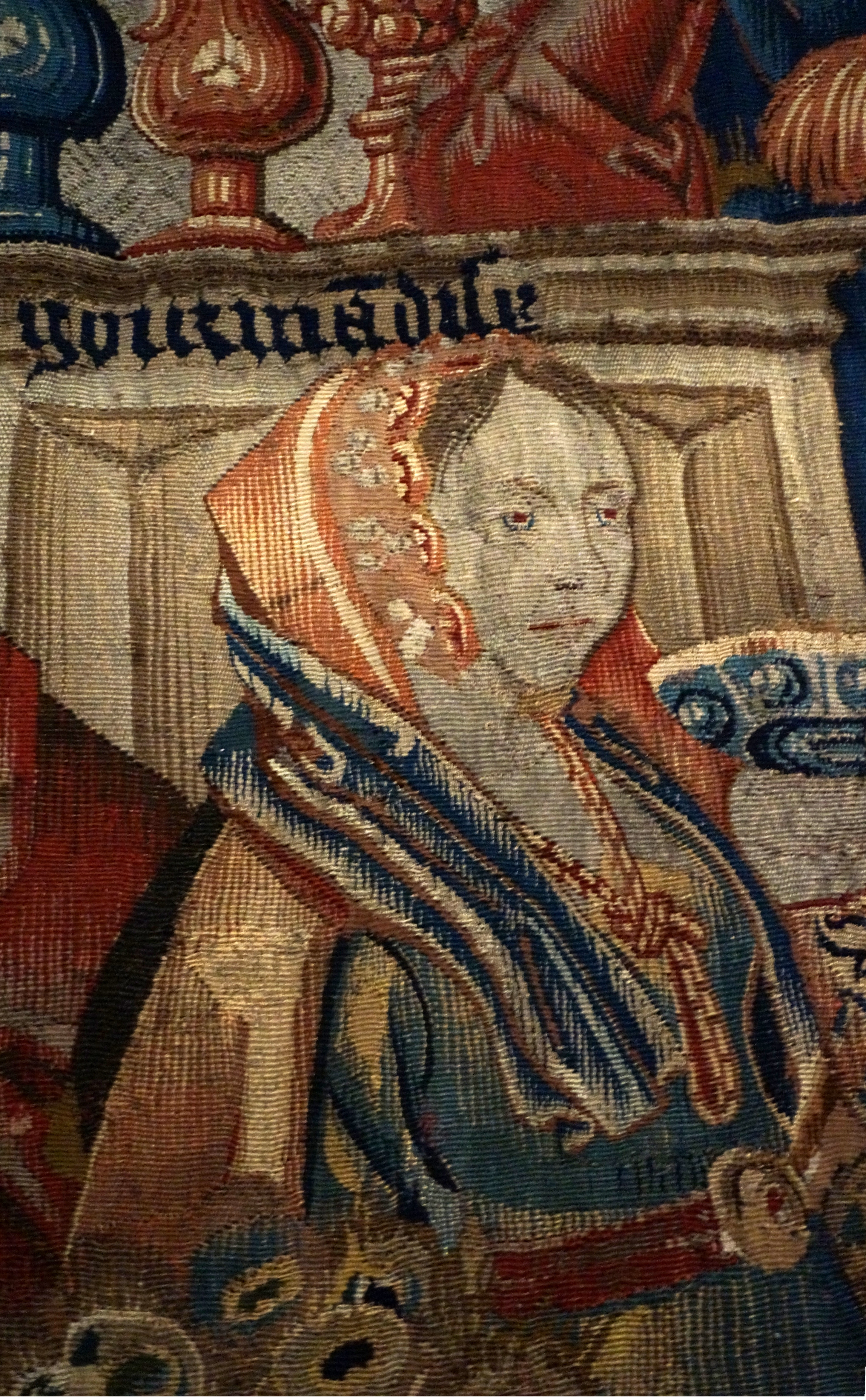
Gourmandise personnifiée dans Repas de Banquet, tapisserie du XV, elle fut tuée par Goutte, Gravelle et Apoplexie.

Dans sa Somme Théologique, il traite longuement de la Gourmandise (IIa-IIae QUESTION 148 : La Gourmandise)
« ARTICLE 1 : La gourmandise est-elle un péché ?
Objections : 1. Il ne semble pas.
Car le Seigneur dit en S. Matthieu (15,11) : Ce n'est pas ce qui entre dans la bouche qui rend l'homme impur. Or la gourmandise concerne les nourritures qui entrent dans l'homme. Puisque tout péché souille l'homme, il semble donc que la gourmandise ne soit pas un péché.
2. Personne ne pèche en ce qui est inévitable. Or la gourmandise est un manque de modération en matière de nourriture que l'homme ne peut éviter. S. Grégoire dit en effet : Dans l'action de manger, le plaisir se mêle tellement à la nécessité qu'on ne sait pas ce qui est demandé par l'une ou par l'autre. Et S. Augustin : Seigneur ! Qui donc n'a pas pris de nourriture en sortant un peu des bornes du nécessaire ?
3. En toute espèce de péché le premier mouvement est déjà un péché. Or le premier mouvement qui conduit à prendre de la nourriture n'est pas un péché, autrement la faim et la soif seraient des péchés.
En sens contraire, S. Grégoire recommande de ne pas nous lever pour livrer le combat spirituel sans avoir auparavant dompté l'ennemi qui se trouve en nous-mêmes, c'est-à-dire l'appétit de gourmandise. Or l'ennemi intérieur de l'homme, c'est le péché.
La gourmandise est donc un péché. » (Suivent de nombreux articles prouvant, sur le même schéma, que la gourmandise, au sens moderne de la gloutonnerie, est un péché).

Dans la continuité de Jean Cassien (Conférences, V, 11), et par analogie, les auteurs spirituels chrétiens ont appelé « gourmandise spirituelle » la recherche ou l’usage intempérant des « consolations spirituelles », grâces reçues de Dieu, recherchées pour elles-mêmes et non pour Dieu, si bien que l’on se replie sur soi au lieu de s’ouvrir à la transcendance. Parmi les auteurs qui ont traité de cette gourmandise spirituelle, se trouvent en particulier Jan van Ruysbroeck, le probable inventeur de l’expression au XIVe siècle (Ornements des noces spirituelles, II, ch. 75) et Jean de la Croix (Nuit obscure, I, ch. 6), qui y voit là un défaut propre aux débutants dans la vie spirituelle.
Dans la Divine Comédie de Dante Alighieri au XIVe siècle, dans le premier tome Inferno, les gloutons se trouvent au troisième niveau de l'enfer et sont condamnés à se vautrer dans de la boue alors qu'une pluie noire et glaciale leur tombe dessus.
À la fin du Moyen Âge, se produit un relâchement des mœurs dans les monastères (fin du carême perpétuel, richesse du clergé qui possède 50 % des terres du Royaume de France par exemple), comme l'attestent les fabliaux qui parlent du « gras chanoine ». Au XVIe siècle, Luther dénonce les « théologastres » (littéralement les théologiens du ventre) qui détournent les chrétiens du Carême. Calvin, dans son Traité des scandales, écrit à propos des moines : « leur ventre leur est pour Dieu, la cuisine pour religion ». 
Au XVIIe siècle, le pape Innocent XI confirme que c'est un péché que de manger ou boire pour l'unique motif de satisfaire le goût. Il précise toutefois que ressentir le plaisir de manger n'est pas une faute car c'est généralement impossible de manger sans éprouver la joie que produisent naturellement les aliments. Par conséquent, la plupart des viandes délicieuses peuvent être consommées sans péché, si le mobile du repas est bon et digne, tandis que manger la plus grossière nourriture pour le plaisir qu'on en éprouve constitue une faute. En France se développe dès lors une vision positive du gourmand, vu comme un honnête homme fin gourmet (notion d'embonpoint qui signifie littéralement être en bonne santé, tant du point de vue moral qu'économique ou social). Grimod de La Reynière, dans son Almanach des Gourmands (1803-1810) décrit la gourmandise comme une civilité, une politesse, à la manière des soupers fins sous Louis XV. Le terme de gastronomie tend à remplacer celui de gourmandise, trop connoté religieusement, et s'impose en Europe grâce à Brillat-Savarin qui présente l'art de la bonne chère comme une véritable science.
En janvier 2003, vingt-huit personnalités ont remis à Jean-Paul II une requête demandant que le terme de gourmandise qualifiant ce péché capital soit renommé en gloutonnerie, intempérance ou goinfrerie, c'est-à-dire par un terme qui caractérise davantage le sens de démesure et d'aveuglement et qui corresponde aux termes utilisés en d'autres langues (anglais : gluttony, néerlandais : gulzigheid, etc.). Le terme gourmandise posséderait en français un sens éloigné de ceux-ci et se révélerait intraduisible dans sa diversité ; il serait donc inapproprié pour qualifier le péché capital.

## La vertu
Étymologiquement, gourmandise vient de gourmand, et le gourmand est généralement défini comme
1- quelqu'un qui mange avec avidité; qui aime les bons morceaux
2- quelqu'un qui est avide de connaitre; qui aime ce qui démontre l'ambivalence du terme.
Émile Littré annonce comme synonymes : 

« GOURMAND, GOINFRE, GOULU, GLOUTON. Le défaut commun exprimé par ces termes est celui de manger sans modération. Le gourmand est celui qui aime à manger. Le goinfre est un gourmand dont la gourmandise a quelque chose d'ignoble et de repoussant. Le goulu est celui qui jette dans sa goule ou bouche ce qu'il mange ; il n'y a pas dans ce mot l'idée de plaisir et de discernement en mangeant. Le glouton est celui qui engloutit, et est par conséquent très voisin du goulu. »

Péché depuis des siècles, la gourmandise devient vertu au XIXe siècle, grâce à la publication de La Physiologie du goût, Méditations de gastronomie transcendante de Brillat-Savarin. Dans le chapitre Méditation XI, il écrit :

« J'ai parcouru les dictionnaires au mot Gourmandise, et je n'ai point été satisfait de ce que j'y ai trouvé. Ce n'est qu'une confusion perpétuelle de la gourmandise proprement dite avec la gloutonnerie et la voracité : d'où j'ai conclu que les lexicographes, quoique très estimables d'ailleurs, ne sont pas de ces savants aimables, qui embouchent avec grâce une aile de perdrix au suprême, pour l'arroser, le petit doigt en l'air, d'un verre de vin de Laffite ou du Clos-Vougeot. »
« Ils ont oublié, complètement oublié la gourmandise sociale, qui réunit l'élégance athénienne, le luxe romain et la délicatesse française, qui dispose avec sagacité, fait exécuter savamment, savoure avec énergie, et juge avec profondeur : qualité précieuse, qui pourrait bien être une vertu, et qui est du moins bien certainement la source de nos plus pures jouissances. Définissons donc et entendons-nous. »
« La gourmandise est une préférence passionnée, raisonnée et habituelle pour les objets qui flattent le goût. »
« La gourmandise est ennemie des excès ; tout homme qui s'indigère ou s'enivre court risque d'être rayé des contrôles. »
« La gourmandise comprend aussi la friandise, qui est la même préférence appliquée aux mets légers, délicats, de peu de volume, aux confitures, aux pâtisseries, etc. C'est une modification introduite en faveur des femmes et des hommes qui leur ressemblent. »
« Sous quelque rapport qu'on envisage la gourmandise, elle ne mérite qu'éloge et encouragement. »

(Suit l'étude de la gourmandise sur le plan physique, au moral, en rapport avec l'économie politique, la fiscalité et le pouvoir...)
Alexandre Dumas père indique aussi dans son Grand dictionnaire de cuisine : 

« À côté de cette gourmandise, qui est celle des estomacs robustes, il y a celle que nous pourrions nommer la gourmandise des esprits délicats : c'est celle que chante Horace et que pratique Lucullus ; c'est le besoin qu'éprouvent certains amphitryons de réunir chez eux quelques amis, jamais moins nombreux que les Grâces, jamais plus nombreux que les Muses, amis dont ils s'efforcent de satisfaire les goûts et de distraire les préoccupations. C'est, parmi les modernes, celle des Grimod de la Reynière et des Brillat-Savarin. »

## Une vertu sociale
Charles Fourier affirme qu'« aucune passion n'a été plus mal envisagée que la gourmandise » et affirme que Dieu a assigné un rôle éminent à cette qualité dans le mécanisme qu'il destine aux humains. Il souligne que la gourmandise n'est affaire de oisifs, de dépenses et d'excès que parce qu'elle n'est pas liée directement à l'industrie et au producteur qui ne peut y goûter. Fourier s'étend abondamment sur la vertu de la gourmandise en tant que premier moyen éducatif destiné à améliorer le fonctionnement de la société. Dans son régime utopique, « la plupart des vices dégradants selon nos mœurs, comme la gourmandise, deviennent voie d'émulation industrielle, de sorte que les raffinements gastronomiques y sont encouragés comme ressorts de sagesse ».
Les études de psychologie expérimentale de Walter Mischel (voir test du marshmallow) révèlent que l'autodiscipline pour contrôler la gourmandise est une vertu partagée dès l'enfance, mais cette vertu est souvent surévaluée car elle peut réduire notamment la spontanéité et appauvrir la vie émotionnelle, un excès d'autodiscipline peut même avoir comme effet-rebond une « déshinibition ».